# Erigeron asperugineus
Erigeron asperugineus là một loài thực vật có hoa trong họ Cúc. Loài này được (D.C.Eaton) A.Gray mô tả khoa học đầu tiên.